# Guy A. Sims
Guy A. Sims (né le 24 mars 1961 à Philadelphie) est un scénariste de bande dessinée américain qui travaille principalement avec son frère, l'illustrateur Dawud Anyabwile.